# Batalion KOP „Słobódka II”
Batalion KOP „Słobódka II” – pododdział piechoty Korpusu Ochrony Pogranicza.

## Mobilizacja i walki
12 kwietnia 1939, zgodnie z planem mobilizacyjnym „W” istniejący batalion KOP „Słobódka” został wzmocniony do stanów pełnego batalionu piechoty. Pododdział przyjął nazwę „Słobódka II” i następnego dnia osiągnął pogotowie marszowe. Dowódcą batalionu został podpułkownik Jan Lachowicz, dotychczasowy dowódca batalionu KOP „Słobódka”. Na granicy polsko-łotewskiej pozostał batalion KOP „Słobódka I” w składzie czterech kompanii strzeleckich i plutonu karabinów maszynowych.
14 kwietnia 1939 baon KOP „Słobódka II” wyjechał ze stacji kolejowej Nowy Pohost i następnego dnia o godz. 18.00 przybył do Augustowa. W Komendzie Garnizonu Augustów dowódca Suwalskiej Brygady Kawalerii odczytał dowódcy baonu rozkazy generała brygady Czesława Młot-Fijałkowskiego o włączeniu batalionu w skład Samodzielnej Grupy Operacyjnej „Narew” i podporządkowaniu go pod względem taktycznym (terenowym) generałowi brygady Zygmuntowi Podhorskiemu. Baon KOP „Słobódka II” był samodzielnym oddziałem gospodarczym i taktycznym. Od 20 kwietnia do 20 maja 1939 baon prowadził normalne szkolenie, natomiast dowódca wraz z oficerami rozpoznawał teren przyszłych umocnień nad kanałem Augustowskim i Bystry. 21 maja 1939 baon rozpoczął prace ziemne na odcinku Białobrzegi – Gniliszki (obecnie Gliniski) – Śluza Borki - Śluza Sosnowo. Rowy przeciwczołgowe i schrony drewniane budowano wyłącznie w lasach bądź na gruntach państwowych. Zakładano również przeszkody z drutu kolczastego. Dowódca baonu został taktycznym kierownikiem robót fortyfikacyjnych.
1 września 1939 baon KOP „Słobódka II” został włączony w skład 3 pułku piechoty KOP, jako III batalion.
Do 13 września 1939 3 pułk piechoty KOP uczestniczył w walkach z wrogiem na Suwalszczyźnie. 13 września 1939 dowodzony przez Lachowicza III batalion został wraz z 3 pułkiem piechoty KOP przetransportowany na Wołyń w rejon Równe–Kostopol, gdzie uczestniczył w walkach z wojskami sowieckimi. Brał udział w walkach z sowietami 21–22 września 1939 w rejonie wsi Borowicze, a 23 września 1939 w rejonie wsi Radoszyn, w gminie Hołoby (powiat kowelski), gdzie po walce z przeważającymi siłami agresora sowieckiego 3 pułk piechoty KOP skapitulował.

## Organizacja i obsada personalna III/3 pp KOP
dowództwo baonu
- dowódca – ppłk piech. Jan Lachowicz
- adiutant – kpt. Feliks Jan Schindel †1940 Katyń[8]
- kwatermistrz – kpt. piech. Józef Müller †1940 Katyń[9]
- oficer gospodarczy – kpt. Bronisław Jakubowski †1940 Katyń
- oficer materiałowy – kpt. Stefan Leon Kurkowski †1940 Katyń[10]
- oficer żywnościowy – chor. Jan Mandziara[b]
- lekarz batalionu – por. lek. Stanisław Pakuła †1940 Katyń[12]
- dowódca plutonu łączności – por. Piotr Wysocki
- podoficer informacyjny – sierż. pchor. Dionizy Spychalski

7 kompania strzelecka
- dowódca kompanii – kpt. Marian Kucharski[13][14] †1940 Katyń[15]
- dowódca plutonu – por. Zdzisław Kosmalski †1940 Katyń[16]
- dowódca plutonu – ppor. rez. Bronisław Najdzicz[17] †1940 Katyń[18]
- dowódca plutonu – ppor. Gryz

8 kompania strzelecka
- dowódca kompanii – kpt. Leonard Radziszewski †1940 Katyń[19]
- dowódca plutonu – por. piech. Franciszek Cynar[c]
- dowódca plutonu – por. Stefan Gudaczewski †1940 Katyń[21]
- dowódca plutonu – por. piech. rez. Edward Kurkliński †1940 Charków[22]

9 kompania strzelecka
- dowódca kompanii – kpt. Wacław Mackiewicz †1940 Katyń[23]
- dowódca I plutonu – por. Stefan Głowacki
- dowódca plutonu – ppor. rez. Józef Stanisław Gaura †1940 Katyń[24]
- dowódca plutonu – ppor. piech. rez. Władysław Kalukin[d]

3 kompania ciężkich karabinów maszynowych
- dowódca kompanii – kpt. Jan Olejniczak †1940 Katyń
- dowódca I plutonu ckm – por. Sergiusz Pusch[26] †1940 Katyń[27]
- dowódca II plutonu ckm – por. piech. Hieronim Morończyk[e]
- dowódca III plutonu ckm – por. Wolak
- dowódca IV plutonu ckm – ppor. rez. Stanisław Karol Zajc[29] †1940 Katyń[30]
- dowódca plutonu przeciwpancernego – por. Antoni Dzielski †1940 Katyń[31]
- dowódca plutonu broni towarzyszącej – ppor. Tadeusz Zbigniew Ciszewski-Zadora[32] †1940 Katyń[33]

Każda z kompanii strzeleckich liczyła 150 oficerów i szeregowych w trzech plutonach, natomiast kompania ckm około 200 żołnierzy, a pluton łączności – 40.
Uzbrojenie batalionu stanowiło 12 ciężkich karabinów maszynowych, cztery 37 mm armaty przeciwpancerne i cztery moździerze. Poza taborem konnym baon posiadał samochód ciężarowy i samochód osobowo-terenowy Fiat 508 Łazik.